# 1911 în artă
← 1908 în artă — 1909 în artă — 1910 în artă ——  1911 în artă  —— 1912 în artă — 1913 în artă — 1914 în artă →
1911 în artă implică o serie de evenimente:

## Evenimente

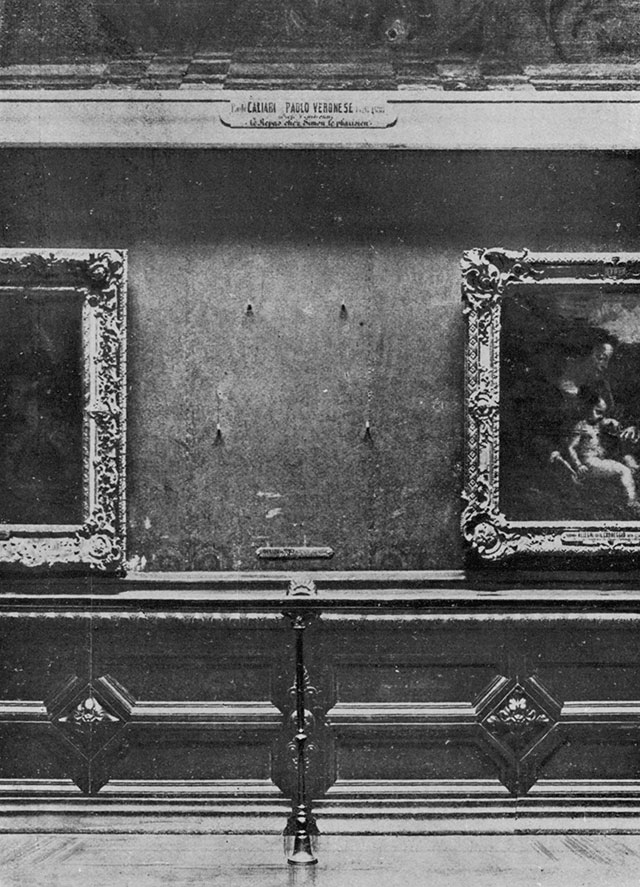
Loc vacant în Salonul Carré, Muzeul Louvre, după furtul, de către Vincenzo Peruggia, a celebrei picturi Mona Lisa de Leonardo da Vinci

### Evenimente artistice oriunde
- 2 februarie – Apare primul număr al revistei politice și literare Die Aktion, editată de Franz Pfemfert.
- mai – Singura expoziție a grupului de fotografi The London Secession, se deschide la Newman Gallery.
- 10 iunie – Se deschide Rembrandt House Museum în Amsterdam.
- 21 august – Celebra pictură a lui Leonardo da Vinci, Mona Lisa, este furată de la Muzeul Louvre din Paris de către  Vincenzo Peruggia. Furtul este descoperit a doua zi, când pictorul Louis Béroud, venit să o studieze, descoperă locul său de pe perete gol. Pictura urma să fie recuperată doar în decembrie 1913. Poetul și criticul de artă, Guillaume Apollinaire, precum și prietenul său, pictorul și sculptorul Pablo Picasso, sunt anchetați după furt.
- Este creat grupul artistic german Der Blaue Reiter, cu o primă expoziție ce va fi deschisă în 18 decembrie 1911 în München.
- Este creat puternicul grup artistic francez și internațional Section d'Or, cunoscut și ca Groupe de Puteaux ori Puteaux Group.
- Este creat grupul artistic englez postimpresionist cunoscut ca Camden Town Group.

## Galerie (lucrări din 1911)
- Lucrări reprezentative